# Kamil Glik
Kamil Jacek Glik (* 3. února 1988 Jastrzębie-Zdrój) je polský profesionální fotbalista, který hraje na pozici středního obránce za italský klub Benevento Calcio a za polský národní tým.

## Reprezentační kariéra
Glik byl členem polské reprezentace U21.
V polském národním A-mužstvu debutoval 20. 1. 2010 na thajském turnaji King's Cupu proti domácímu týmu Thajska. K výhře 3:1 přispěl jedním gólem.

S polskou reprezentací se zúčastnil úspěšné kvalifikace na EURO 2016 ve Francii. Polsko obsadilo druhé postupové místo v kvalifikační skupině D. Trenér Adam Nawałka jej zařadil do závěrečné 23členné nominace na EURO 2016 ve Francii.
Představil se na Mistrovství světa 2022 v Kataru. V úvodním skupinovém utkání 22. listopadu s Mexikem nastoupil za národní mužstvo posté. První střetnutí skončilo bezgólovou remízou. Ve druhém utkání dne 26. listopadu odehrál celé utkání a pomohl vyhrát 2:0 nad Saúdskou Arábií. O čtyři dny později nezabránil prohře 0:2 s Argentinou, přesto Polsko skončilo v tabulce druhé a spolu s Jihoameričany postoupilo do vyřazovacích bojů. Osmifinále s obhajující Francií 4. prosince bylo pro Glika i celý polský tým poslední, prohra 1:3 totiž znamenala vyřazení.

## Úspěchy

### Individuální
- Tým roku Ligue 1 podle UNFP – 2016/17[8]